# Вишнев (Ковельский район)

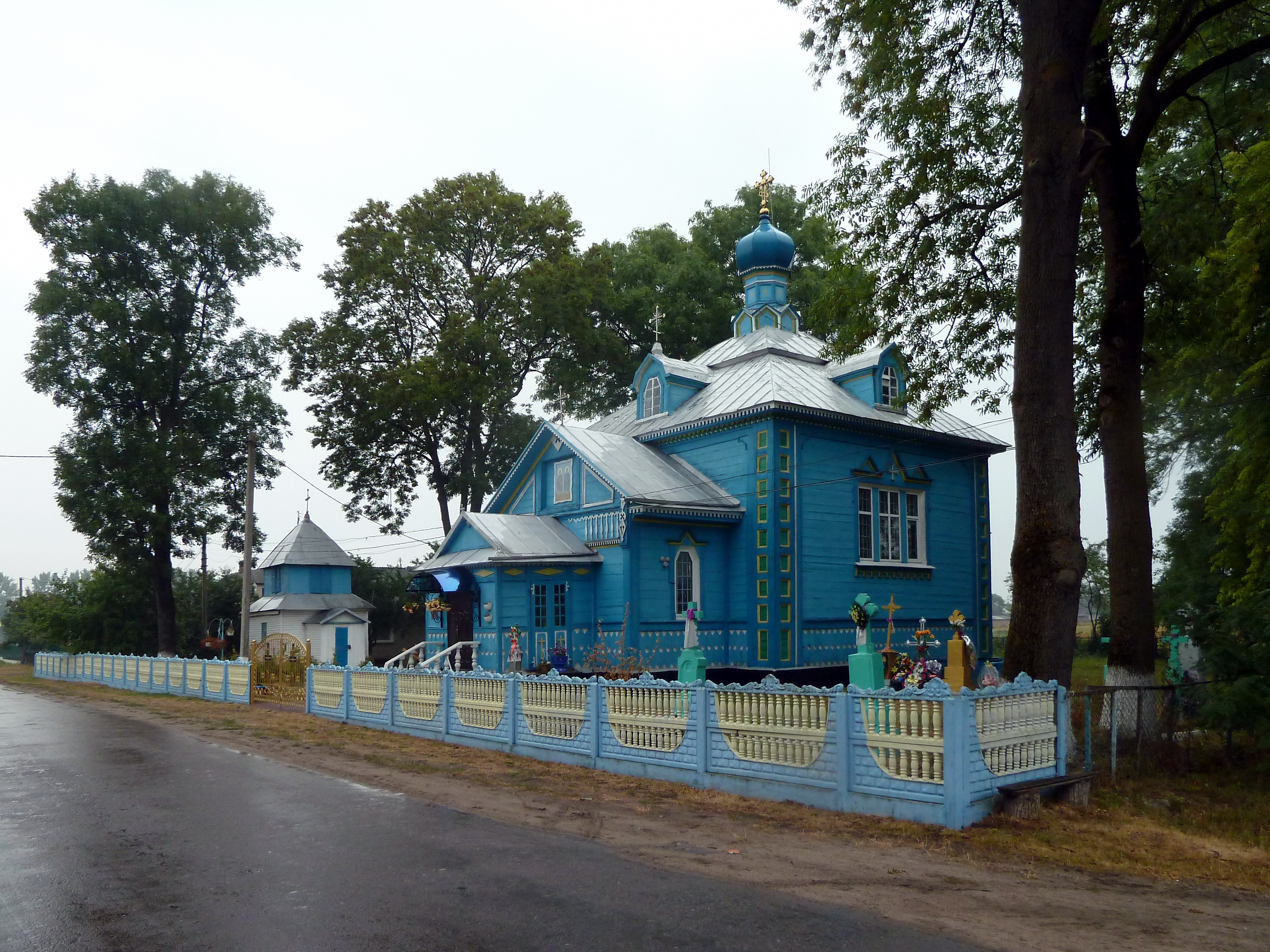
Церковь святых бессребреников Косьмы и Дамиана

Ви́шнев (укр. Ви́шнів) — село в Ковельском районе Волынской области Украины. Административный центр Вишневской сельской общины.
До 2020 года входило в Любомльский район.
Код КОАТУУ — 0723380401. Население по переписи 2001 года составляет 1187 человек. Почтовый индекс — 44351. Телефонный код — 3377. Занимает площадь 2,23 км².
Находится в 1 км на юг от города Любомль, около международной трассы М-07 E 373. Основано в 1510 году. В нём сохранилась деревянная церковь святых бессребреников Косьмы и Дамиана, построенная в 1860 году. В селе располагается средняя школа, построенная в 1986 году.